# Land Rover
Land Rover е британска марка високопроходими превозни средства, предимно със задвижване на четирите колелета (4WD), собственост на мултинационалния производител на автомобили Jaguar Land Rover (JLR). JLR от 2008 г. е дъщерно дружество на индийската Tata Motors. В момента JLR произвежда Land Rover в Бразилия, Китай, Индия, Словакия и Обединеното кралство. Името Land Rover е създадено през 1948 г. от Rover Company за практичен SUV със задвижване на четирите колела; в момента гамата на Land Rover се състои изключително от висок клас и луксозни SUV.
Land Rover получава Royal Warrant of Appointment („грамота за кралски доставчик“) от крал Джордж VI през 1951 г., а 50 години по-късно, през 2001 г., получава наградата за предприемачество от кралицата за изключителен принос в международната търговия. С течение на времето Land Rover прераства в своя собствена марка (и за известно време също и в компания), обхващаща непрекъснато нарастваща гама от модели със задвижване на четирите колела, годни за офроуд. Започвайки с много по-луксозния Range Rover от 1970 г. и последващите представяния на среден клас Discovery и базовата линия Freelander (през 1989 г. и 1997 г.), както и обновяването на Land Rover Defender от 1990 г., днес марката включва два модела Discovery, четири различни модела на Range Rover и, след тригодишна пауза, в производство влиза второ поколение на Defenders за 2020 моделна година.
В продължение на половин век (от оригиналния модел от 1948 г. до 1997 г., когато е представен Freelander), Land Rovers и Range Rovers разчитат изключително на запазената си марка – рама със сечение като кутия. Land Rover използва „кутийната“ рама в директната продуктова линия до спирането на оригиналния Defender през 2016 г.; и последният им модел „каросерия върху рама“ е заменен от монокок при третото поколение Land Rover Discovery (от 2017 г. насам). Оттогава всички Land Rover и Range Rover имат unibody структура (интегрирани каросерия и рама/шаси).
От 2010 г. насам Land Rover представя и варианти със задвижване на две колела (2WD), както на Freelander, така и на Evoque, след като в продължение на 62 години е произвеждал изключително автомобили с 4WD. 2WD Freelander е наследен от 2WD Discovery Sport, наличен на някои пазари.
- Модели
- Land Rover Freelander
- Land Rover Defender 90 (1997)
- Series IIB
- Series II Model 109
- Land Rover Discovery 4 (2016)
- Land Rover Discovery 4 (2016)
- Land Rover Defender 110 Station Wagon (2016)
- Land Rover Defender 110 XS TD DC (2015)
- Range Rover Autobiography (2016)
- 6-колесен Land Rover Defender за обезвреждане на бомби (хонгконгска полиция)